# K 213
K 213 (Klub 213) je česká nevládní organizace. Vznikla v roce 2004 s cílem zrušit v trestním zákoníku tehdejší § 213 – zanedbání povinné výživy. V současném trestním zákoníku je tento trestný čin zařazen jako § 196. Sdružení tak reagovalo na zažitou praxi soudů, kdy výživné bylo a stále je určováno bez přesných pravidel podle uvážení soudu a je někdy zneužíváno k ekonomické likvidaci toho rodiče, který o dítě po rozvodu nepečuje nebo pečovat nemůže, přestože by chtěl.
Zanedbání povinné výživy je podle K 213 přežitkem komunistického práva a v porevolučních poměrech se stalo bojovým nástrojem v rozvodových sporech o děti. Paragraf vznikl za komunismu, poprvé jej obsahovala novela trestního zákona z r. 1950, kdy existovala pracovní povinnost a všichni měli pevně stanovené a doložitelné příjmy. Tudíž existoval oprávněný předpoklad, že neplatící rodič tak činí zlomyslně nebo z nedbalosti. V tržním prostředí, které přineslo podnikání, nezaměstnanost, zahraniční příjmy a další dříve neexistující pojmy se stalo vyměřování výživného bez jakýchkoliv pravidel značně problematickým. Navíc je absurdní věznění neplatičů, protože ve vězení neplatící rodič sotva vydělá na výživné, a naopak je dítěti způsobena ještě psychologická škoda tím, že svého druhého rodiče nejen nevidí, ale ten je vystaven sociální degradaci. Kromě toho může být dítě v dětských kolektivech kvůli vězněnému rodiči terčem posměchu či narážek. K 213 razí názor, že rodiče by měli o dítě pečovat osobně ve své nové domácnosti po rozvodu, a vytváření finančních rezerv pro budoucnost dítěte by mělo být jejich osobní volbou, jak je tomu v úplných rodinách bez soudních zásahů.
K 213 vešlo ve větší známost svou protestní akcí před Úřadem pro mezinárodněprávní ochranu dětí v Brně v lednu 2008, kdy blokovalo vstup do práce jeho tehdejší nové ředitelky Lenky Pavlové. Ta byla známa jako feministická advokátka rozvádějících se matek, jež sama porušovala rozsudek soudu a své dítě svévolně přestěhovala proti vůli jeho otce z Prahy do Brna. Později členové K 213 blokovali další justiční instituce, např. Městský soud v Praze.
K 213 se postupně vyvinulo v lidskoprávní organizaci s širším záběrem, kritizující obecně českou justici, feministické stereotypy svěřování dětí do výhradní péče matek, špatné fungování sociálně-právní ochrany dětí a vyjadřuje se i k různým společenským otázkám, politice, kultuře apod.
Předsedou K 213 je od začátku jeho činnosti Jiří Fiala. V době svého založení mělo K 213 45 členů, v současnosti jich je 28, přičemž v minulosti prošly sdružením stovky členů. Z praktických důvodů má sdružení i řadu neregistrovaných stoupenců, neboť ne všichni chtějí být v seznamu členů uvedeni. Jiří Fiala byl ve spojitosti se sporem o své děti opakovaně vězněn.